# Dick Savitt
Richard Savitt dit Dick Savitt, né le 4 mars 1927 à Bayonne (New Jersey) et mort le 6 janvier 2023 à New York, est un joueur de tennis américain.
Il a notamment remporté deux titres du Grand Chelem en simple en 1951 : l'Open d'Australie et Wimbledon.
Il est membre de l'International Tennis Hall of Fame depuis 1976.

## Biographie
Né dans une banlieue ouvrière du New Jersey, Dick Savitt déménage à El Paso au Texas où il pratique à la fois le basketball et le tennis, discipline dans laquelle il obtient deux succès aux championnats interscolaires du Texas en 1944 et 1945. Il sert deux ans dans l'US Navy puis fait son entrée à l'Université Cornell grâce à une bourse en tant que basketteur. Des blessures mettent toutefois fin à des espoirs de carrière sur les parquets et le poussent à se concentrer sur le tennis. Sa période universitaire est marquée par de nombreux succès dont cinq titres aux Eastern Collegiate Championships. Il remporte ses premiers titres majeurs en 1950 et se distingue par une demi-finale lors des championnats nationaux, seulement battu par Art Larsen.
Au début de l'année 1951, il fait le voyage en Australie et y remporte le championnat contre le local Ken McGregor (6-3, 2-6, 6-3, 6-1) et réédite la même performance six mois plus tard à Wimbledon contre l'Australien qu'il bat en à peine plus d'une heure (6-4, 6-4, 6-4). C'est Vic Seixas qui met fin à son parcours en demi-finale du championnat des États-Unis. Le 27 août 1951, il fait la couverture de Time Magazine. Savitt est membre cette année-là de l'équipe américaine de Coupe Davis et joue trois matchs qu'il remporte lors des tours préliminaires face au Japon et au Canada. De manière controversée, il n'est pas aligné pour la phase finale en Australie bien qu'il fasse partie de la sélection aux côtés de Vic Seixas, Ted Schroeder et Tony Trabert et ne peut empêcher la défaite de l'équipe. Les journalistes le classent n°2 mondial à la fin de l'année.
En 1952, ses résultats déclinent, ne parvenant pas à faire mieux qu'une demi-finale en Australie et ne dépassant pas les quarts de finale dans les autres tournois majeurs. Il décide de se retirer du tennis sans en apporter la raison, bien qu'elle soit sûrement liée à son échec en Coupe Davis. Il fait un bref retour à la fin des années 1950 et remporte quelques tournois, parvenant toute de même à se classer dans le top 10 national. D'origine juive, il participe aux Maccabiades en 1961 et décroche deux médailles d'or. Après sa carrière sportive, il a travaillé dans le pétrole en Louisiane puis pour plusieurs sociétés à Wall Street.

## Palmarès (partiel)

### Titres en simple messieurs
| No | Date       | Nom et lieu du tournoi                           | Catégorie | Surface      | Finaliste           | Score              |          |
| -- | ---------- | ------------------------------------------------ | --------- | ------------ | ------------------- | ------------------ | -------- |
| 1  | 20-01-1951 | Australian Championships, Sydney                 | G. Chelem | Gazon (ext.) | Ken McGregor        | 6-3, 2-6, 6-3, 6-1 | Parcours |
| 2  | 25-06-1951 | The Championships, Wimbledon                     | G. Chelem | Gazon (ext.) | Ken McGregor        | 6-4, 6-4, 6-4      | Parcours |
| 3  | 1952       | Tournoi de tennis de la côte Pacifique, Berkeley |           | NC           | Arthur Larsen       | 10-8, 6-3, 6-4     |          |
| 4  | 1952       | Tournoi de tennis du Canada                      |           | NC           | Kurt Nielsen        | 6-1, 6-0, 6-1      |          |
| 5  | 19-04-1954 | Tournoi de tennis de River Oaks, Houston         |           | NC           | Hamilton Richardson | 4-6, 6-3, 6-4, 7-5 |          |

### Finale en simple messieurs
| No | Date       | Nom et lieu du tournoi                   | Catégorie | Surface | Vainqueur       | Score                   |  |
| -- | ---------- | ---------------------------------------- | --------- | ------- | --------------- | ----------------------- |  |
| 1  | 13-04-1959 | Tournoi de tennis de River Oaks, Houston |           | NC      | Bernard Bartzen | 2-6, 7-5, 4-6, 0-2, ab. |  |

### Titre en double messieurs
| No | Date | Nom et lieu du tournoi              | Catégorie | Surface | Partenaire | Finalistes               | Score                   |  |
| -- | ---- | ----------------------------------- | --------- | ------- | ---------- | ------------------------ | ----------------------- |  |
| 1  | 1952 | Pacific Coast Championship Berkeley |           | NC      | Vic Seixas | Arthur Larsen Noel Brown | 2-6, 6-4, 2-6, 6-2, 7-5 |  |

### Finales en double messieurs
| No | Date       | Nom et lieu du tournoi         | Catégorie | Surface      | Vainqueurs                 | Partenaire     | Score              |          |
| -- | ---------- | ------------------------------ | --------- | ------------ | -------------------------- | -------------- | ------------------ | -------- |
| 1  | 23-05-1951 | Internationaux de France Paris | G. Chelem | Terre (ext.) | Ken McGregor Frank Sedgman | Gardnar Mulloy | 6-2, 2-6, 9-7, 7-5 | Parcours |
| 2  | 20-05-1952 | Internationaux de France Paris | G. Chelem | Terre (ext.) | Ken McGregor Frank Sedgman | Gardnar Mulloy | 6-3, 6-4, 6-4      | Parcours |

## Parcours dans les tournois duGrand Chelem

### En simple
| Année | Open d'Australie | Open d'Australie | Internationaux de France | Internationaux de France | Wimbledon     | Wimbledon    | US Open         | US Open        |
| ----- | ---------------- | ---------------- | ------------------------ | ------------------------ | ------------- | ------------ | --------------- | -------------- |
| 1944  | —                | —                | —                        | —                        | —             | —            | 1er tour (1/32) | S. Greenberg   |
| 1945  | —                | —                | —                        | —                        | —             | —            | —               | —              |
| 1946  | —                | —                | —                        | —                        | —             | —            | 3e tour (1/16)  | Bill Talbert   |
| 1947  | —                | —                | —                        | —                        | —             | —            | 2e tour (1/32)  | Pancho Segura  |
| 1948  | —                | —                | —                        | —                        | —             | —            | 3e tour (1/16)  | Eric Sturgess  |
| 1949  | —                | —                | —                        | —                        | —             | —            | 1er tour (1/64) | Straight Clark |
| 1950  | —                | —                | —                        | —                        | —             | —            | 1/2 finale      | Art Larsen     |
| 1951  | Victoire         | Ken McGregor     | 1/4 de finale            | Jaroslav Drobný          | Victoire      | Ken McGregor | 1/2 finale      | Vic Seixas     |
| 1952  | 1/2 finale       | Ken McGregor     | 1/4 de finale            | Eric Sturgess            | 1/4 de finale | Mervyn Rose  | 1/4 de finale   | Mervyn Rose    |
| 1953  | —                | —                | —                        | —                        | —             | —            | —               | —              |
| 1954  | —                | —                | —                        | —                        | —             | —            | —               | —              |
| 1955  | —                | —                | —                        | —                        | —             | —            | —               | —              |
| 1956  | —                | —                | —                        | —                        | —             | —            | 1/4 de finale   | Ken Rosewall   |
| 1957  | —                | —                | —                        | —                        | —             | —            | 1/8 de finale   | Mal Anderson   |
| 1958  | —                | —                | —                        | —                        | —             | —            | 1/4 de finale   | Mal Anderson   |
| 1959  | —                | —                | —                        | —                        | —             | —            | 3e tour (1/16)  | Ron Holmberg   |

N.B. : à droite du résultat se trouve le nom de l'ultime adversaire.